# Trachyspiridae
De Trachyspiridae zijn een familie van uitgestorven weekdieren uit de klasse van de Gastropoda (slakken).

## Geslacht
- † Trachydomia Meek & Worthen, 1866